# Carollia brevicaudum
Carollia à queue courte
Espèce
Statut de conservation UICN

 LC  : Préoccupation mineure
Répartition géographique
Carollia brevicaudum (parfois Carollia brevicauda), le Carollia à queue courte, est une espèce américaine de chauves-souris de la famille des Phyllostomidae.

## Description
Carollia brevicaudum a une longueur de la tête et du corps comprise entre 53 et 70 mm, la longueur de l'avant-bras entre 37,4 et 41,8 mm, la longueur de la queue entre 4 et 12 mm, la longueur du pied entre 11 et 15 mm, la longueur des oreilles entre 15 et 21 mm et un poids allant jusqu'à 19 g. En général, les femelles sont légèrement plus petites que les mâles.
La fourrure est longue, douce et s'étend densément jusqu'aux avant-bras. Les parties dorsales varient du brun foncé au brun grisâtre, tandis que les parties ventrales sont légèrement plus claires. Le museau est allongé et conique. La feuille nasale est bien développée, lancéolée, avec la partie inférieure jointe à la lèvre supérieure tandis que les bords latéraux sont bien séparés. Sur le menton se trouve une grosse verrue entourée de plus petites disposées en « U ». Les oreilles sont de taille normale, triangulaires et pointues. Les ailes sont attachées en arrière le long des hanches. La queue est courte, environ un tiers de la profondeur de la membrane interfémorale. Le calcar est court.
Les incisives externes de la mâchoire inférieure sont grandes, ce qui distingue l'espèce de Carollia perspicillata.
Le caryotype est 2n=20-21 FNa=36.

## Répartition
Carollia brevicaudum est présente de l'Est du Panama à l'île de Trinité, à la Bolivie et à l'Est du Brésil.
Elle vit dans de nombreux types d'habitats différents, des forêts tropicales sempervirentes aux forêts tropicales, en passant par les savanes et les zones perturbées. Elle se rencontre dans les basses terres et dans les régions montagneuses jusqu'à 2 150 m d'altitude.

## Comportement

### Habitation
la chauve-souris se trouve souvent dans la même cachette que Carollia perspicillata. Elle se repose dans les grottes, les crevasses rocheuses, les bâtiments et sous les feuilles de bananier.

### Alimentation
Carollia brevicaudum se nourrit de fruits, notamment du genre Piper, mais il prend opportunément des feuilles et des insectes, puis du nectar et du pollen en saison sèche. Cette chauve-souris contribue ainsi à l'élargissement de l'aire de répartition de ces plantes. Lorsque l’espèce mange des fruits provenant de zones cultivées, elle est considérée comme un ravageur.

### Reproduction
Le temps de reproduction est déterminé par l'aire de répartition de la population. Des femelles gravides ont été observées au Pérou en octobre. Les femelles sont enceintes de 2,5 à 3 mois et donnent naissance à un petit par portée.

## Taxonomie
Le nom valide complet (avec auteur) de ce taxon est Carollia brevicaudum (Schinz, 1821),,, parfois corrigé en Carollia brevicauda, mais ce n'est pas justifié d'après le Handbook of the Mammals of the World.
L'espèce a été initialement classée dans le genre Phyllostoma sous le protonyme Phyllostoma brevicaudum Schinz, 1821.
Carollia brevicaudum a pour synonymes :
- Carollia brevicauda (Schinz, 1821)
- Phyllostoma bernicaudum Schinz, 1821
- Carollia colombiana Cuartas, Muñoz & González, 2001

Dans les traités plus anciens, il y avait souvent des confusions avec Carollia perspicillata ou Carollia subrufa.
Le suffixe d'espèce dans le nom scientifique est composé des mots latins brevis (court) et cauda (queue).
Les populations d'Amérique centrale qui étaient classées comme C. brevicaudum jusqu'en 2002 sont désormais classées comme Carollia sowelli (Baker et al., 2002). Morphologiquement, il est difficile de distinguer C. brevicaudum de C. sowelli : les différences sont que les pointes des poils dorsaux de C. sowelli ne sont pas foncées et certaines caractéristiques crâniennes, mais elles diffèrent génétiquement. Le groupe de ces deux espèces se distingue des autres espèces du genre par les caractéristiques suivantes : un pelage long et épais, des bras velus et une large bande sombre qui contraste fortement avec le pelage plus clair qui l'entoure. Le caryotype est identique : 21 chromosomes et un FN de 36.